# Муртаза (хан)

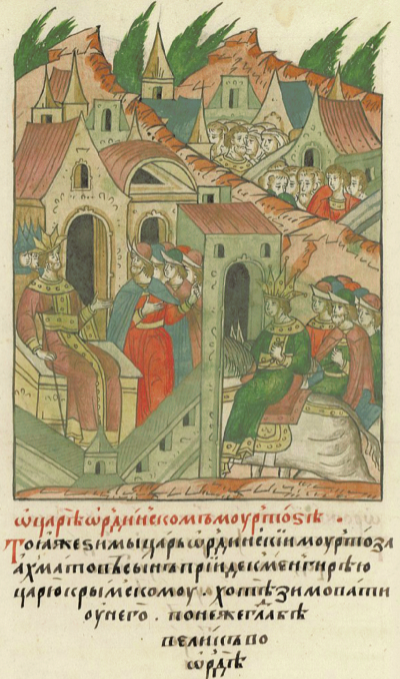
Приезд Муртозы к Менгли Гирею

Муртаза (مرتضی) — один из последних ханов Золотой орды, старший сын хана Ахмата, убитого вскоре после неудачного похода на Русь, завершившегося стоянием на Угре.
При отступлении хана Ахмата от Угры Муртаза совершил набег на русские земли, захватив города Конин и Юхово и даже пытался обосноваться там, но при приближении братьев Ивана III Андрея Большого и Андрея Меньшого отступил в степь.
После гибели Ахмат-хана борьбу за наследство продолжили его сыновья Муртаза, Сайид-Ахмад II и Шейх-Ахмед. Они уже не обладали такой властью как их отец, но могли собрать достаточное число сторонников, что позволяло им оставаться на политической арене ещё около 50 лет. Муртаза скорее всего был старшим из выживших сыновей. После убийства Ахмад-хана его бекляри-бек Тимур мангыт, сумел найти в степи старших детей хана Муртазу и Сайид-Ахмада и скрылся с ними в Крыму. Крымский хан Менгли I Герай охотно принял беглецов, но относился к ним скорее как к почётным пленникам, чем к гостям или союзникам.
Ибак, Муса и Ямгучи, убившие хана Ахмата в результате внезапного набега, и не пытались захватить ханскую власть. Они не имели достаточной поддержки ордынской знати. Возник вакуум власти, в результате ханом был провозглашен единственный реальный и легитимный претендент Шейх-Ахмед, что произошло в конце 1481 или в 1482 году.
Его старшие братья в 1485 году попытались бежать из Крыма, Менгли-Гирею удалось захватить Муртазу, но Сайид-Ахмату вместе с Тимур мангытом удалось бежать в Дешт-и-Кипчак. Там Сайид-Ахмат был также провозглашен ханом, но до конфронтации между братьями дело не дошло. В том же или в следующем году Сайид-Ахмат и Тимур мангыт внезапно напали на Менгли-Гирея, когда он распустил основное войско. Им удалось освободить Муртазу, но осада столицы, которую оборонял Менгли-Гирей к результату не привела. Братья разорили Эски-Кырым и пытались захватить турецкую Кафу. Не добившись особых успехов, при отступлении из Крыма они были атакованы Менгли-Гиреем, который уже успел мобилизовать какие-то силы и отбил у братьев всех пленников.
Несмотря на отступление из Крыма, братья чувствовали себя победителями, а Муртаза провозгласил себя ханом. В это время в степи было уже три хана, но до столкновения дело не доходило. В 1486 году Муртаза сделал попытку лишить престола Менгли-Гирея с помощью его старшего брата Нур-Девлета, который в это время находился в Москве, то ли в почётном плену, то ли на службе у Ивана III и в этом году был посажен Касимовским ханом. Муртаза направил письма Нур-Девлету и Ивану с послом Шах-Баглулом, но Иван перехватил оба письма и не желая разрывать отношений с верным союзником Менгли-Гиреем, отправил письма ему. После этого с целью предотвращении враждебных действий на южные рубежи Иван III выдвинул войско под командованием того же Нур-Девлета.
Неуспех этой авантюры сильно подорвал авторитет Муртазы. Его брат Сайид-Ахмат всё более сближается с Шейх-Ахмедом. В 1490 Шейх-Ахмед и Сайид-Ахмат со своим союзником Астраханским ханом Абд ал-Керимом предпринимают попытку захвата Крыма. Они разоряют северные земли Крыма, но Менгли-Гирей быстро сумел мобилизовать свои силы, и получил 2000 янычар от турецкого султана Баязида II, а Иван III двинул на юг войско под командованием казанского хана Мухаммед-Амина и нового Касимовского хана Сатылгана, сына Нур-Девлета. Братья срочно отступили в свои владения.
Баязид II, видимо, намеревался отправить против ордынцев карательную экспедицию, чтобы наказать их за нападение на его верного вассала. Тогда Муртаза направил ему послание, в котором отделял себя от братьев, говорил, что в Крым он не ходил, что во всём виноват Сайид-хан, но и тот раскаивается в своём поступке. Успокоенный мирными заверениями, Баязид не стал начинать карательной операции.
Шейх-Ахмат для улучшения отношений с ногайцами в 1493 г. поспешил жениться на дочери Мусы, что вызвало негативную реакцию ордынской знати, которая свергла его и поставила ханом Муртазу. При этом его соправитель Сайид-хан и бекляри-бек Хаджике мангыт остались на своих местах. Однако уже в июне 1494 Шейх-Ахмат вернул власть, а Муртаза и бекляри-бек Хаджике скрылись на Тереке у черкесов. Новым бекляри-беком был назначен Таваккул, сын Тимур мангыта, бывшего бекляри-беком ещё у Ахмата. Сайид-хан оставался соправителем, но после этого в политике активного участия не принимал.
В 1498 году Муртаза вёл переговоры с литовским князем Александром Ягеллоном, прося у него убежища.
Зимой 1500-01 Шейх-Ахмед готовит нападение на Крым, он призывает своих братьев Сайид-хана и даже Муртазу, а также старого союзника астраханскому хана Абд ал-Керима. Однако в походе не участвовал. После ряда военных и дипломатических неудач Шейх-Ахмед в 1504 году оказался в литовском плену. Муртаза был одним из легитимных претендентов на ханскую власть, но видимо из-за возраста никакой активности не проявлял.
Ногайцы неоднократно обращались к Сигизмунду с просьбой освободить Шейх-Ахмета, надеясь восстановить статус Золотой орды. Не дождавшись его освобождения они предлагали занять престол Муртазе, но тот отказался указав на младшего брата Хаджике, который был калгой при Шейх-Ахмете. Осенью 1514 года Хаджике провозгласили ханом на Тереке в присутствии братьев Хаджике Муртазы, Музаффара и ногайской знати. Акт этот был нужен ногайскому бию Шейх-Мухаммеду, который назначался бекляри-беком при хане Золотой орды, что существенно поднимало его статус. Однако в 1519 году Шейх-Мухаммад был разбит казахами, а затем убит астраханским ханом Джанибеком и Хаджике лишился своего министра-покровителя.

## Источник
- Почекаев Р. Ю. Цари ордынские. Биографии ханов и правителей Золотой Орды. — СПб.: Евразия, 2010. — 408 с. — ISBN 978-5-91852-010-9.